# Округ Лонок (Арканзас)
Округ Лонок (енгл. Lonoke County) је округ у америчкој савезној држави Арканзас. По попису из 2010. године број становника је 68.356. Седиште округа је град Lonoke.

## Демографија
Према попису становништва из 2010. у округу је живело 68.356 становника, што је 15.528 (29,4%) становника више него 2000. године.
| Група             | 2000.          | 2010.          |
| Белци             | 47.555 (90,0%) | 60.108 (87,9%) |
| Афроамериканци    | 3.404 (6,4%)   | 4.075 (6,0%)   |
| Азијати           | 222 (0,4%)     | 532 (0,8%)     |
| Хиспаноамериканци | 922 (1,7%)     | 2.246 (3,3%)   |
| Укупно            | 52.828         | 68.356         |